# MacPaint
MacPaint是一個由蘋果公司所開發的點陣圖繪圖軟件。在1984年1月24日，MacPaint作為第一代麥金塔個人電腦（麥金塔128K）的預載軟件，正式推出市場。此外，MacPaint是和蘋果另一款的文字處理軟件MacWrite一同綑綁銷售，售價為195美元。MacPaint的一大特點是它制作的圖像可以被其它麥金塔應用程式再使用。MacPaint透過使用滑鼠，剪貼簿和QuickDraw圖像語言技術，令圖片可被軟件剪出，然後複制進其他MacWrite文件裏。
最初，MacPaint是由原麥金塔開發團隊成員比爾·阿特金森負責研發的項目。 早期版本的MacPaint是叫MacSketch，繼承了MacPaint的前身LisaSketch名字中的「Sketch」一詞。之後在1987年，蘋果屬下的軟件子公司Claris接手了MacPaint的研發工作。一年之後（1988年），MacPaint 2.0釋出，同時是MacPaint的最後一個版本。鑑於銷售額每況愈下，MacPaint的銷售在1998年正式中止。

## 發展
MacPaint是由蘋果工程師比爾·阿特金森負責編寫的。最初的MacPaint是由5,804行Pascal原始碼所組成的，外加2,738行68000組合語言作增強之用。另外一位原麥金塔開發團隊成員蘇珊·卡雷負責設計MacPaint的用戶介面。卡雷同時在MacPaint正式發行前擔任測試員。
當用戶在屏幕上拉動圖像的時候會產生閃爍的現象。故此MacPaint用上兩組數據緩衝器，以防止這一情況出現。其中一組緩衝器儲存了文件中的現有像素，而另外一組則儲存了文件之前的像素。第二組緩衝器也提供了MacPaint復原功能的基礎。在1983年4月，軟件的名稱由MacSketch正式改為MacPaint。最初的MacPaint被設計成單文件介面。調色板和文件視窗的位置和大小是固定的，這和當時其他主流麥金塔軟件有很大的分別，因為其他軟件的視窗位置和大小是可以讓用家自行調整的。
除此之外，MacPaint最初並沒有縮放功能，取而代之的是一個叫FatBits的特殊放大功能。FatBits用一個可按的白邊長方形來顯示每個像素，這種編輯模式最後成了日後繪圖軟件所參考的標準。MacPrint有一個叫「Goodies」的功能表，在該功能表下可以找到FatBits工具。這個功能表在之前釋出的版本是叫「Aids」（援助，輔助之意），但在1983年夏天的時候，鑑於公眾開始對愛滋病（AIDS）有一定的認識的原故，就重新把功能表命名為「Goodies」。

## 發行
在1983年12月，跟接著麥金塔128K的發佈，MacPaint首先在一份18頁的小冊子上做廣告。麥金塔128K在1984年1月24日正式發售的時候，預載了MacPaint和MacWrite兩款軟件。在1984年11月，新聞週刊出版了大選後特別版，蘋果合共花了250萬美元買下了該期全數一共39頁的廣告頁，為麥金塔128K作宣傳。那份廣告同時用了相當多的篇幅演繹了MacWrite和MacPaint兩者如何合起來使用。其後，一位紐約時報的評論員指出MacPaint為個人電腦的圖像處理帶來了無限的可能性，他進一步表示「它（MacPaint）比其他同類型的產品要好上十倍」。 直至1986年新版麥金塔發售前，MacPaint一直是麥金塔電腦的附載軟件。之後，MacPaint和MacWrite的組合就成了一款獨立發售的產品。

## 其後版本

MacPaint 2.0

在1988年1月11日，Claris發行了MacPaint的2.0版本。新版本對程式作出了很多的改進，包括能夠同時開啟並編輯9個文件。 正如先前所述，原先的MacPaint使用了單文件介面，而且文件視窗是固定的。2.0版本刪去了這一限制，首次引進一個擁有全面功能的文件視窗，其次是視窗大小最大可放至8吋X10吋。與此同時新版本同時也引入了數項新功能，包括:縮放和魔術橡皮工具。MacPaint 2.0版本的開發任務是由一位Claris的軟件開發者大衛·朗姆西負責。 2.0版本售價為125美元，升級版售價為25美元。然而Claris在1989年中止了對MacPaint的技術支援。最終在1998年，Claris停止售賣MacPaint。

## 原始碼釋出
MacPaint的1.3版本的原始碼已經向公眾釋出，MacPaint和QuickDraw的原始碼都可經電腦歷史博物館的網址下載。

## 影響
MacPaint啟發了其他公司開發同類的產品。當中包括Broderbund為Apple II設計的Dazzledraw ，Mouse Systems為IBM PC設計的PC Paint ，還有IBM為自家IBM PCjr設計的Color Paint。

## 版本歷史
| 版本 | 發行日期      | 發行資訊                       |
| ---- | ------------- | ------------------------------ |
| 1.0  | 1984年1月24日 | 初次發放，與System 1.0一併發放 |
| 1.3  | 1984年5月     | 與System 1.1一併發放           |
| 1.4  | 1984年4月     | 與麥金塔512K一併發放           |
| 1.5  | 1985年4月     | 與System 2.0一併發放           |
| 2.0  | 1988年1月     | 最後的發放版本                 |

## 外部連結
- MacPaint的演化 （页面存档备份，存于）
- 復古麥金塔博物館
- 電腦歷史博物館的網站上提供的MacPaint原始碼 （页面存档备份，存于）
- Macpaint.org （页面存档备份，存于）